# Islamia minuta
Islamia minuta is een slakkensoort uit de familie van de Hydrobiidae. De wetenschappelijke naam van de soort is voor het eerst geldig gepubliceerd in 1805 door Draparnaud.